# Bataille du pont de Calderón
Pour les articles homonymes, voir Calderon.
Guerre d'indépendance du Mexique
La bataille du pont de Calderón, ou simplement bataille de Calderón, eut lieu le 17 janvier 1811 dans le cadre de la guerre d'indépendance du Mexique.

## Présentation
Cette bataille vit s'affronter les 100 000 insurgés  fidèles à Ferdinand VII menés par des créoles de la Nouvelle-Espagne et dirigés par Miguel Hidalgo, le curé de la ville de Dolores aux 6 000 soldats espagnols disciplinés et aguerris au service de Joseph Bonaparte et commandés par le général Félix María Calleja del Rey.
La victoire en revint aux troupes espagnoles.
Le pont (Puente de Calderón) dont la possession fut l'objectif des combattants et qui a donné son nom à la bataille se trouve dans la localité de Zapotlanejo, à environ  60 km à l'est de Guadalajara dans l'État de Jalisco, en Mexico.
Cette bataille fut le dernier épisode militaire de la première phase de la guerre d'indépendance mexicaine.

## Précédents
Le grito de Dolores lancé le 15 septembre 1810 par Hidalgo, le prêtre de Dolores, Allende et d'autres chefs insurgés fut à l'origine de la première phase de la guerre d'indépendance. Il n'y eut au début aucune résistance de telle sorte qu'Hidalgo fut proclamé capitaine général de l'Amérique à Celaya.
Le 28 septembre eut lieu la prise de l'Alhóndiga de Granaditas à Guanajuato, dans laquelle les Espagnols et quelques créoles fortunés avaient trouvé refuge. Au cours de la bataille, l'intendant Juan Antonio de Riaño y Bárcena (es) fut tué puis selon la légende un mineur du nom de Juan José de los Reyes Martinez El Pípila mit le feu à la porte, permettant ainsi aux troupes de prendre le bâtiment et de se livrer au pillage et à l'assassinat de nombreux Espagnols
Les insurgés marchèrent sur Valladolid qui se rendit sans résistance le 17 octobre. Ils poursuivirent leur route vers Mexico et campèrent à Toluca le 29 octobre.
Le lendemain, les troupes espagnoles sous le commandement de Torcuato Trujillo combattirent les insurgés à la  bataille de Monte de las Cruces, bataille indécise dont les deux camps se dirent victorieux, les partisans de Joseph Bonaparte allant même jusqu'à frapper des médailles commémorant leur victoire.
Le 1er novembre, Hidalgo envoya José Mariano Jiménez (es) parlementer avec le vice-roi Francisco Javier Venegas de Saavedra afin de négocier la reddition de la ville. Venegas refusa et fut sur le point de faire fusiller les émissaires.
Pendant ce temps, Felix Maria Calleja, commandant militaire de San Luis Potosí, mit sur pied une armée pour combattre les insurgés. Après avoir quitté San Luis Potosi, il se rendit à Dolores où il pilla la maison d'Hidalgo. Peu après il entrait dans Querétaro.
Les pressions des meneurs insurgés sur Hidalgo pour avancer sans délai sur la capitale restèrent sans effet et Hidalgo se retira dans le Bajío avec près de 80 000 hommes.
Le 7 novembre Calleja rencontra les insurgés à Aculco. L'armée espagnole engagea immédiatement le feu qui dispersa très vite les insurgés qui affrontaient une armée très organisée. Hidalgo et Allende se séparèrent définitivement.
Hidalgo marcha avec ses partisans  à Valladolid où furent commis des massacres sur les Espagnols. Le 26 novembre, il entrait dans  Guadalajara qui avait été prise le 11 novembre par José Antonio Torres (es) et où se répétèrent les mêmes massacres qu'à Valladolid, ce qui fut porté à charge dans son procès qui eut lieu quelques mois plus tard.
Allende arriva à Guanajuato que s'étaient fixé pour objectif les forces de Calleja. Le même jour où Allende arrivait à Guadalajara, Calleja et Allende s'affrontaient à Guanajuato. Allende et ses hommes (dont faisaient partie Aldama et Jimenez) perdirent la bataille.
Allende ordonna à Abasolo d’exécuter les prisonniers de l'Alhóndiga. Après la défaite, les insurgés se réunirent de nouveau à Guadalajara où Hidalgo fut proclamé « Altesse sérénissime ».

## La bataille
Après un entretien avec Venegas, Calleja décida d'avancer sur Guadalajara et de couper court à l'insurrection. Avec l'aide de l'intendant Manuel Flon, comte de la Cadena et des militaires De la Cruz et Emparán avec lesquels était prévue la campagne de Guanajuato, il partit pour Guadalajara
Peu auparavant, les insurgés apprirent que le colonel Mier avait été défait par les royalistes et que le curé d'Ahualulco, José María Mercado (es) avait pris le port de San Blas, dans l'actuel État de Nayarit
Mariano Abasolo (es) et Allende organisèrent à Guadalajara une armée de fortune avec 3 400 hommes entraînés et 1 200 fusils. Il a été estimé que le reste comptait environ 100 000 hommes sans ordre ni préparation, dont 20 000 étaient des cavaliers, tous mal armés. Abasolo et Allende étaient confiants qu'ils pourraient compter sur leur artillerie composée de 95 canons. Pour compenser le manque d'armes, des fusées faites de pointes métalliques et des grenades à main destinées à être lancées avec des élingues furent fabriquées à Guadalajara.
Avant la bataille, les chefs des insurgés discutèrent de la stratégie. Hidalgo décida de ne pas se battre à l'intérieur de la ville. Suivant les conseils du prêtre, les insurgés quittèrent la ville du 14 au 16 janvier pour se rendre sur un terrain dégagé à proximité du pont où ils campèrent la nuit du 16 en chantant des chants religieux. Selon certains auteurs, Hidalgo espérait qu'au vu du très grand nombre d'insurgés, Calleja déserterait et passerait dans le camp des insurgés.
Au matin du 17, Hidalgo ordonna les forces pour la bataille en mettant l'artillerie sous le commandement du général José Antonio Torres, la cavalerie à Mariano Abasolo et s'attribua le commandement des réserves. Le général en chef était Ignacio Allende.
La bataille commença et malgré leur infériorité en armement, les insurgés furent rapidement sur le point de l'emporter sur les forces royalistes quand une grenade espagnole fit exploser un wagon de munitions dans leur camp. Cette explosion détruisit instantanément le peu de munitions des assaillants ce qui entraîna la panique parmi les soldats et causa un incendie qui leur fit perdre de vue leur ennemi. Il s'ensuivit une vague de désespoir et de terreur chez les insurgés qui prirent alors la fuite. Les soldats espagnols en tirèrent avantage et poursuivirent les rebelles qui abandonnèrent leurs hommes et leur matériel. La bataille prit fin six heures après son déclenchement.
Manuel de Flon, comte de la Cadena, maire de Puebla, fut tué après la bataille par une flèche lancée par un indigène, Juan Terriquez, caché derrière un buisson.

## Suites
« Ici, le 17 janvier 1811, le sort fut contraire aux Pères de la Patrie, Don Miguel Hidalgo y Costilla et le Generalissime Ignacio Allende »

— Inscription sur une balustrade du pont.
Cette bataille marqua la fin de la première étape de la guerre durant laquelle les insurgés se battirent avec plus de passion que de stratégie. Leurs forces furent dévastées et les événements ultérieurs précipitèrent la capture et la condamnation d'Hidalgo.
Les insurgés fuirent vers le nord dans l'hacienda del Pabellón à Aguascalientes, Hidalgo fut destitué du commandement militaire en faveur d'Allende et de ce jour fut traité en prisonnier.
Les chefs rebelles reçurent au mois de mars une invitation du chef texan Ignacio Elizondo afin de les rencontrer dans le village d' Acatita de Baján (es) Coahuila, pour acheter des armes aux États-Unis. Le 21 mars 1811 les insurgés arrivèrent à Acatita de Baján. D'abord vint un chariot avec Allende, Aldama, Jimenez et Indalecio, fils d'Allende. Elizondo les reçut puis les fit prisonniers. Ensuite arriva le groupe d'Abasolo qui fut capturé par les royalistes. Finalement Hidalgo arriva à cheval et  Elizondo s'en saisit peu après.
Les prisonniers furent emmenés à Chihuahua où eurent lieu des procès sommaires. Allende, Aldama et Jiménez furent fusillés le 26 juin, Hidalgo le 30 juillet et Abasolo fut condamné à la réclusion perpétuelle et envoyé à Cadix, Espagne, où il mourut en 1816.
Le pont de Calderon fut déclaré monument historique en 1932.

## Sources
- Nouveau Larousse Illustrée; Dictionnaire Universel encyclopédique, publié sous la direction de Claude Augé, deuxième tome (de Belloc à Ch), édition année 1900.
- Velazques, Rogelio (2000). Historia de México. Ciudad de México: Editorial Castillo.  (ISBN 970-20-0019-X).
- Nieto Lopez, José de Jesús (1998). Historia 3. Ciudad de México: Editorial Castillo.  (ISBN 970-642-214-5).
- Fuentes Mares, José (1984). Historia Ilustrada de México. Ciudad de México: Editorial Océano.  (ISBN 968-491-045-2).
- Zarate, Julio (1889). México a través de los siglos. Ciudad de México: Editorial Cumbre.
- Villalpango, José Manuel (2002). Miguel Hidalgo. Ciudad de México: Editorial Planeta D'Agostini.  (ISBN 970-726-050-5).
- Hernandez, Maite (2003). Miguel Hidalgo. Madrid: Editorial Dastin. 84-492-0327-2003.
- Meyer, Jean (1996). Hidalgo. México: Editorial Clío.